# Deux Salopards en enfer
Pour plus de détails, voir Fiche technique et Distribution.
Deux Salopards en enfer (Il dito nella piaga) est un film de guerre italien coécrit et réalisé par Tonino Ricci, sorti  en 1969.

## Synopsis
Italie, 1941. Deux soldats américains, le blanc Haskins et le noir Grayson, sont condamnés à mort par la cour martiale, pour violences et vols. Mais ils sont miraculeusement sauvés par l'irruption de parachutistes allemands qui mitraillent le peloton américain. Seuls survivants, Haskins et Grayson s'enfuient avec un jeune officier inexpérimenté, Sheppard, qui était chargé de les exécuter. Ensemble, ils trouvent refuge dans un petit village où ils s'humanisent au contact des villageois. Alors que Sheppard cherche à ramener les deux soldats aux autorités militaires pour qu'ils soient fusillés, Haskins est ému par une jeune italienne qui lui déclare son amour tandis que Grayson, accusé d'avoir tué l'un de ses supérieurs, se lie d'amitié avec un orphelin. Mais la tranquillité du village est perturbée lorsque la Wehrmacht s'apprête à envahir le village. Le trio n'a pas d'autre choix que de défendre les habitants contre les Nazis.

## Fiche technique
- Titre original : Il dito nella piaga
- Titre français : Deux Salopards en enfer
- Réalisation et production : Tonino Ricci
- Scénario : Piero Regnoli et Tonino Ricci
- Montage : Antonietta Zita
- Musique : Riz Ortolani
- Photographie : Sandro Mancori
- Pays d'origine :  Italie
- Langue originale : anglais
- Format : - 1,75:1 Couleur(Metrocolor) - Stereo - 35mm
- Genre : film de guerre
- Durée : 98 minutes
- Dates de sortie : 
  -  Italie : 10 août 1969
  -  France : 11 mars 1970

## Distribution
- Klaus Kinsky (VF : Pierre Fromont) : le caporal Brian Haskins / Norman Carr
- George Hilton (VF : Denis Savignat) : Michael Sheppard
- Ray Saunders : le soldat de deuxième classe John Grayson / Calvin Mallory
- Betsy Bell (VF : Sophie Leclair) : Danièle (Daniela en VO)
- Lanfranco Cobianchi (VF : Jean Berton) : le maire de San Michele
- Enrico Pagano : Mascetti
- Piero Mazzinghi (VF : Georges Hubert) : Don Fernando, le prêtre
- Bruno Adinolfi : le soldat américain
- Roberto Pagano : Michele
- Giorgio De Giorgi (VF : René Renot) : le capitaine américain (non crédité)
- Angelo Susani (VF : Roger Rudel) : le sergent américain (non crédité)